# Naohiro Kitade
Naohiro Kitade (jap. 北出 尚大, Kitade Naohiro; * 14. Mai 1973 in der Präfektur Fukuoka) ist ein ehemaliger japanischer Fußballspieler.

## Karriere
Kitade erlernte das Fußballspielen in der Schulmannschaft der Kokura Technical High School. Seinen ersten Vertrag unterschrieb bei Cerezo Osaka. Der Verein spielte in der zweithöchsten Liga des Landes, der Japan Football League. 1994 wurde er mit dem Verein Meister der Japan Football League und stieg in die J1 League auf. 1994 erreichte er das Finale des Kaiserpokal. Ende 1997 beendete er seine Karriere als Fußballspieler.

## Erfolge
Cerezo Osaka
- Kaiserpokal

Finalist: 1994